# Hugo Pratt
Hugo Pratt, seudónimo de Ugo Eugenio Prat (Rímini, Italia, 15 de junio de 1927-Pully, Suiza, 20 de agosto de 1995), fue un historietista, dibujante y escritor italiano, principalmente conocido por sus historietas de Corto Maltés.

## Biografía

### Orígenes
Hugo Pratt siempre estuvo muy interesado por sus orígenes familiares. Él mismo recordaba que:
- Los antepasados de su abuelo paterno Joseph Pratt se habían instalado en Cornualles procedentes de Francia en tiempos de la conquista normanda de Inglaterra.[2] Alrededor de 1700 volvieron a Francia como consecuencia de la llamada Revolución Gloriosa, ya que eran católicos.[2] Joseph, que era pariente de Boris Karloff, nació y estudió en Lyon, trasladándose posteriormente a Venecia, aunque nunca renunció a su nacionalidad inglesa.[cita requerida][2]
- Su abuela paterna era una veneciana sefardí, procedente de la familia Toledano.[2]
- Los Genero, su familia materna, eran comerciantes venecianos también de origen sefardita, aunque convertidos al cristianismo.[2] Su abuelo materno fue incluso uno de los fundadores del fascismo veneciano.[2]

### Infancia y juventud

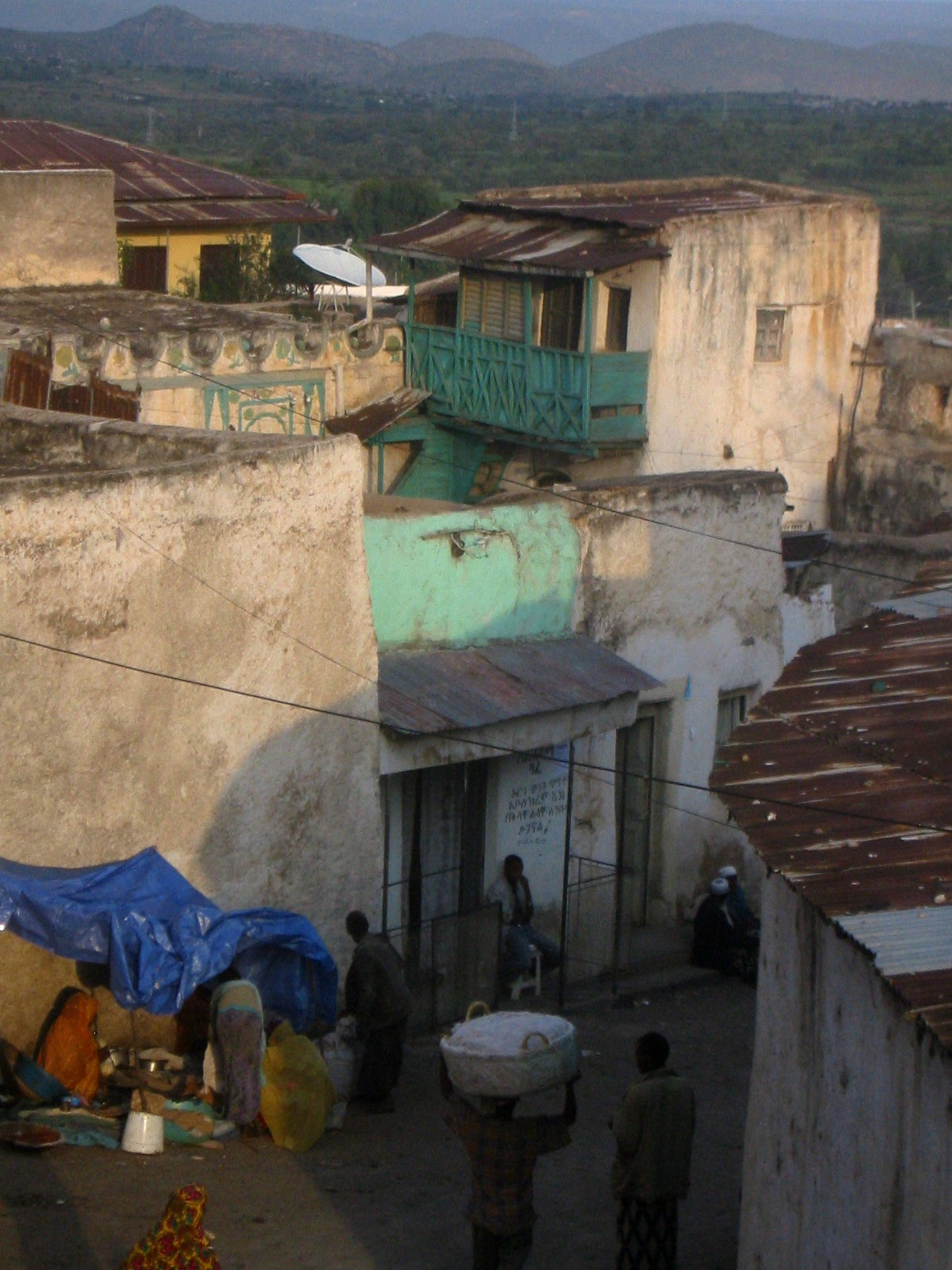
Vista de Harrar.

Ugo Eugenio Prat nació de Rolando Prat y Evelina Genero en Rímini durante una vacación de sus padres, pero él se consideraba veneciano, por ser Venecia la ciudad en la que se crio. Sin embargo, posteriormente viajaría por todo el globo. Ya en 1937 su familia se trasladó a Etiopía, luego de la ocupación por parte de la Italia de Mussolini, donde su padre trabajaba en una oficina dedicada a la realización de carreteras. Cuando estalló la Segunda Guerra Mundial, su padre lo alistó en un batallón de defensa nacional. En 1943, su madre y él fueron evacuados de Etiopía, pero su padre fue capturado por los franceses en Harrar, falleciendo en 1944 de cáncer de hígado en un campo de prisioneros.
Tras la guerra, Pratt asistió a la escuela militar en Città di Castello (provincia de Perugia, Italia). Gracias a su dominio de la lengua inglesa en 1944 se convirtió en intérprete para el ejército aliado. Al año siguiente se unió al autodenominado Grupo Venecia y, con personalidades del mundo de la historieta como Alberto Ongaro, Dino Battaglia y Mario Faustinelli, creó la revista Asso di Picche.

### Estancia en Argentina
En 1949 Pratt se mudó a Buenos Aires, Argentina, donde trabajó como editor para la Editorial Abril. En la revista de aventuras Misterix conoció a artistas argentinos como José Luis Salinas, José Muñoz y Francisco Solano López, pero sobre todo, a la persona que más influiría en su carrera posterior, el inventor del oficio de guionista de historietas, Héctor Germán Oesterheld con quien colaboraría dibujando para él sargento Kirk (1952), Ticonderoga (1957-58) y Ernie Pike (1957-59).
Tres mujeres fueron importantes en este período de la vida de Pratt: la yugoslava Gucky Wogerer, con la que se casó en Venecia en 1953 y con la que tuvo dos hijos (Lucas y Marina); Gisela Dester, que fue su asistente y después su compañera, y Anna Frognier, con la que tuvo otros dos hijos, Silvina y Jonás. Ninguno de sus hijos acabaría dedicándose al cómic: Lucas trabajó en la inseminación de vacas en la Argentina y Jonás era matemático.
Al mismo tiempo que trabajaba para la Editorial Frontera de Oesterheld, daba clases de dibujo junto con Alberto Breccia en la Escuela Panamericana de Arte.
Entre 1959 y 1960 se mudó a Inglaterra, donde publicó para Fleetway Publications, mientras asistía a clases en la Real Academia de Acuarela.

### Regreso a Italia
Pratt volvió a Italia en 1962 para trabajar en la revista infantil Il Corriere dei Piccoli. En 1967 comenzó Corto Maltés, que trata sobre las aventuras de un pirata romántico y, a su manera, encantadoramente caballeroso, el cual daría posteriormente la fama a su creador. El éxito de Corto se extendió desde Francia, donde eran editados por Publicness, hacia Italia y, poco a poco, otros países. En total realizó 29 historias sobre este personaje.
En 1967 iniciaría una nueva serie: Los escorpiones del desierto.
En 1970 y 1973, Pratt volvería a Etiopía, encontrando en la primera ocasión la tumba de su padre en Harrar.

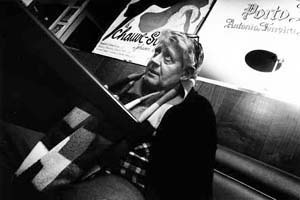
Pratt en 1989

A partir de los setenta, Pratt llegó a convertirse en una personalidad tan famosa que se realizaron multitud de reportajes televisivos sobre su persona y su obra. Alberto Ongaro lo convirtió en el héroe de una de sus novelas y Milo Manara lo retrató como uno de los protagonistas de su serie H.P. y Giuseppe Bergman. Precisamente, con este último a los dibujos realizaría dos álbumes: Verano indio (1983) y El gaucho (1991).

## Estilo
Entre sus historietistas favoritos citó a Milton Caniff (de Terry y los Piratas) y a Will Eisner, y entre sus escritores favoritos a Jorge Luis Borges, Joseph Conrad, Fenimore Cooper, Herman Melville o Jack London.
Al abordar el estudio de los diferentes tipos de líneas empleadas en el dibujo de historietas a finales de los 60, Enrique Lipszyc calificaba su trazo a pincel de "espontáneo, pesado y vigoroso". Su grafismo evolucionó con los años, despegándose, como afirma Ignacio Fontes, de la servidumbre de Caniff,

demasiado evidente en los primeros tiempos, para alcanzar una estilización personal de tipo expresionista. Cualquier viñeta de Pratt no tiene sino las líneas y manchas fundamentales para su estructura; a veces, se opinará, ni siquiera las necesarias.

## Listado de obras

### Historietas
- Asso di picche / L'as de pique / As de pique (1945).
- Ray e Roy (1946).
- Sloogan e i piani scomparsi (1946).
- Silver-Pan (1946).
- Indian River (1946).
- Un allegro Nattale (1946).
- Indian Lore (1947).
- Allan delle stelle (1948).
- April e il fantasma (1949).
- Junglemen (1949).
- Ray Kitt (1951).
- El cacique blanco (1951).
- Sargento Kirk (1952), guion: Héctor Oesterheld.
- Legión extranjera (1954).
- Ticonderoga (1957-1958), guion: Héctor Oesterheld.
- Ernie Pike (1957-1959), guion: Héctor Oesterheld.
- Lobo Conrad (1958), guion: Héctor Oesterheld.
- Ana de la jungla / Ann y Dan / Anna nella giungla / Ann of the Jungle / Ann de la jungle (1959).
- Battle Britton (1959).
- The Iron Fist (1960).
- Pathfinder (1960).
- The Crimson Sea (1960).
- Up the Marines! (1960).
- Strongpoint (1960).
- The Bayonet Jungle (1961).
- Dark Judgement (1961).
- Night of the Devil (1962).
- The Big Arena (1962)
- Capitan Cormorant (1962).
- Fort Wheeling (1962-1995).
- Billy James (1962).
- Le leggende indiane (1962).
- Battle Stations (1963).
- L'epopea dell'America (1963).
- Le avventure di Simbad (1963)
- Le avventure di Ulisse (1963).
- L'Oddisea (1963).
- Kiwi il figlio della giungla (1963).
- L'ombra (1964), con Alberto Ongaro.
- I giganti burloni (1964).
- Los héroes siempre regresan (1965).
- L'avventure di Ercole (1965).
- L'isola del tesoro (1965).
- Corto Maltés / Corto Maltese (1967-92):
  - La balada del mar salado / La Ballade de la mer salée (1967).
  - Bajo el signo de Capricornio / Sous le signe du Capricorne (1970).
  - Siempre un poco más lejos / Corto toujours un peu plus loin (1970).
  - Las célticas / Les Celtiques (1971).
  - Las etiópicas / Les ethiopiques (1972).
  - Corto Maltés en Siberia / Corto sconta detta Arcana / Corto Maltese en Sibérie (1974).
  - Fábula de Venecia / Favola di Venezia - Sirat Al-Bunduqiyyah / Fable de Venise (1977).
  - La casa dorada de Samarcanda / La casa dorata di Samarcanda / La Maison dorée de Samarkand (1980).
  - La juventud / La Jeunesse de Corto (1981).
  - Tango (1985).
  - Las helvéticas / Elvetiche / Les Helvétiques (1987).
  - Mu (1988).
- Il ragazzo rapito (1967).
- Fanfulla, guion: Mino Milani (1967).
- Luck Star O'Hara (1968).
- Los escorpiones del desierto / Gli scorpioni del deserto / Les scorpions du desert / The Scorpions of the Desert (1969-92):
  - Les scorpions du désert [episodio 1] (1969-73).
  - Piccolo chalet... (1975).
  - Vanghe Dancale (1980).
  - Dry Martini Parlor (1982).
  - Brise de mer (1992).
- Sven - L'homme des Caraïbes (1976).
- La mancumba del gringo / La macumba du gringo (1977).
- Al oeste del Edén / À l'Ouest de l'Éden (1978).
- Jesuita Joe / Jesuit Joe (1980-84).
- Sogno di una Biennale di fine Estate (1982).
- Verano indio / Tutto ricominciò con un'estate indiana dibujos: Milo Manara (1983).
- Cato Zulú (1984-88).
- George e Arabella (1986).
- El gaucho, dibujos: Milo Manara (1991).
- Baldwin 622 (1992).
- Un cuore garibaldino (1992).
- In un cielo lontano - 70 anni di aeronáutica militare / En un cielo lejano (1993).
- Saint-Exupéry - El último vuelo / Saint-Exupéry - Le dernier vol (1994).
- Morgan (1995).
- Uomini a sei zampe (1996, inconcluso).

### Libros ilustrados
- Occidente, Editori Del Grifo, Montepulciano (1985).
- Corto Maltese - Mémoires, Editions Casterman, Tournai (1988); (en italiano,Le memorie di Corto; en español, "Memorias de Corto Maltés", Norma Editorial).
- "All'ombra del sole", en Il Mensaggero (1989).
- Le désir d'être inutile, Editions Robert Laffont, París (1991).
- Rimbaud, Arthur: Lettere dall'Africa, Edizioni Nuages, Milán (1991).
- Kipling, Rudyard: Poesie, Nuages, Milán (1993).
- Avevo un appuntamento, Editioni Socrates (1994).
- Les Femmes de Corto Maltese, Casterman, Tournai (1994).
- Baffo, G.: Sonetti erotici, Nuages, Milán (2002).

### Novelas
- Le pulci penetranti, Alfieri Edizioni d'Arte, Venecia (1971).
- Le roman de Criss Kenton, Editions Pierre-Marcel Favre, Lausana (1989).
- Jesuit Joe, Pierre-Marcel Favre, Lausana (1990).
- Vento di terre lontane, Robert Laffont, París (1993).
- Avevo un appuntamento (1994).
- Corto Maltese - Una ballata del mare salato, Giulio Einaudi Editore, Turín (1995).
- Corto Maltese - Corta Sconta detta Arcana, Giulio Einaudi, Turín (1996).

### Libros de entrevistas
- Mollica, Vincenzo: L'autore e il fumetto.
- Petitfaux, Dominique: Il desiderio di essere inutile (disponible en gallego: Hugo Pratt. O desexo de ser inútil, Galaxia, 2009; en castellano, "El deseo de ser inútil", trad. de Gabriel García Santos, ed. Confluencias, 2012).
- Petitfaux, Dominique: "De l'autre côté de Corto" (en italiano: All'ombra di Corto).

### Portadas de discos
- Gal Costa: LP Gal Costa (1969) - contraportada.
- Sergio Endrigo: LP Mari del Sud (1982).
- Lio: LP Can Can (1988) / single "Seules les filles pleurent" (1988).
- Paolo Conte: LP Parole d'amore scrite a macchina (1990) / single "Dragon/Colleghi Trascurati" (1991).
- Scott Allen: single "How Do You Feel (Chansons du Film "Jesuit Joe")" (1991).
- Sylvie Courvoisier: LP Sauvagerie courtoise (1993).
- Nino Ferrer: LP Concert chez Harry (1995).
- Portada para Khadja Nin.

## Filmografía

### Documentales sobre Pratt
- Les mers da ma fantasie (Ernesto Laura, 1971).
- La ballade plus loin (Michèle Tournier y Jean-Claude Guilbert, 1981).
- Hugo Pratt in Africa (Stefano Knuchel, Suiza, 2009). 91 minutos.

### Adaptaciones de historietas de Pratt
- Jesuit Joe (Olivier Austen, 1991).
- Corto Maltese: Sous le signe du capricorne (Richard Danto y Liam Saury, 2002).
- Corto Maltese: La cour secrète des Arcanes (Pascal Morelli, 2002).
- Corto Maltese: La maison dorée de Samarkand (Richard Danto y Liam Saury, 2004).
- Corto Maltese: La ballade de la mer salée (Richard Danto y Liam Saury, 2003).

### Como actor
- La notte dell'alta marea (Luigi Scattini, 1977).
- Quando c'era lui... caro lei! (Giancarlo Santi y Santini Ferruccio, 1978).
- Mauvais sang (Leos Carax, 1986).
- Nero (Giancarlo Soldi, 1992).
- Blue Nude.